# Бандана

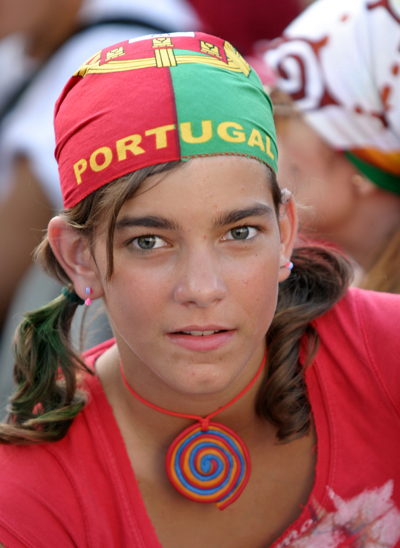
Дівчина в бандані у вигляді португальського прапора

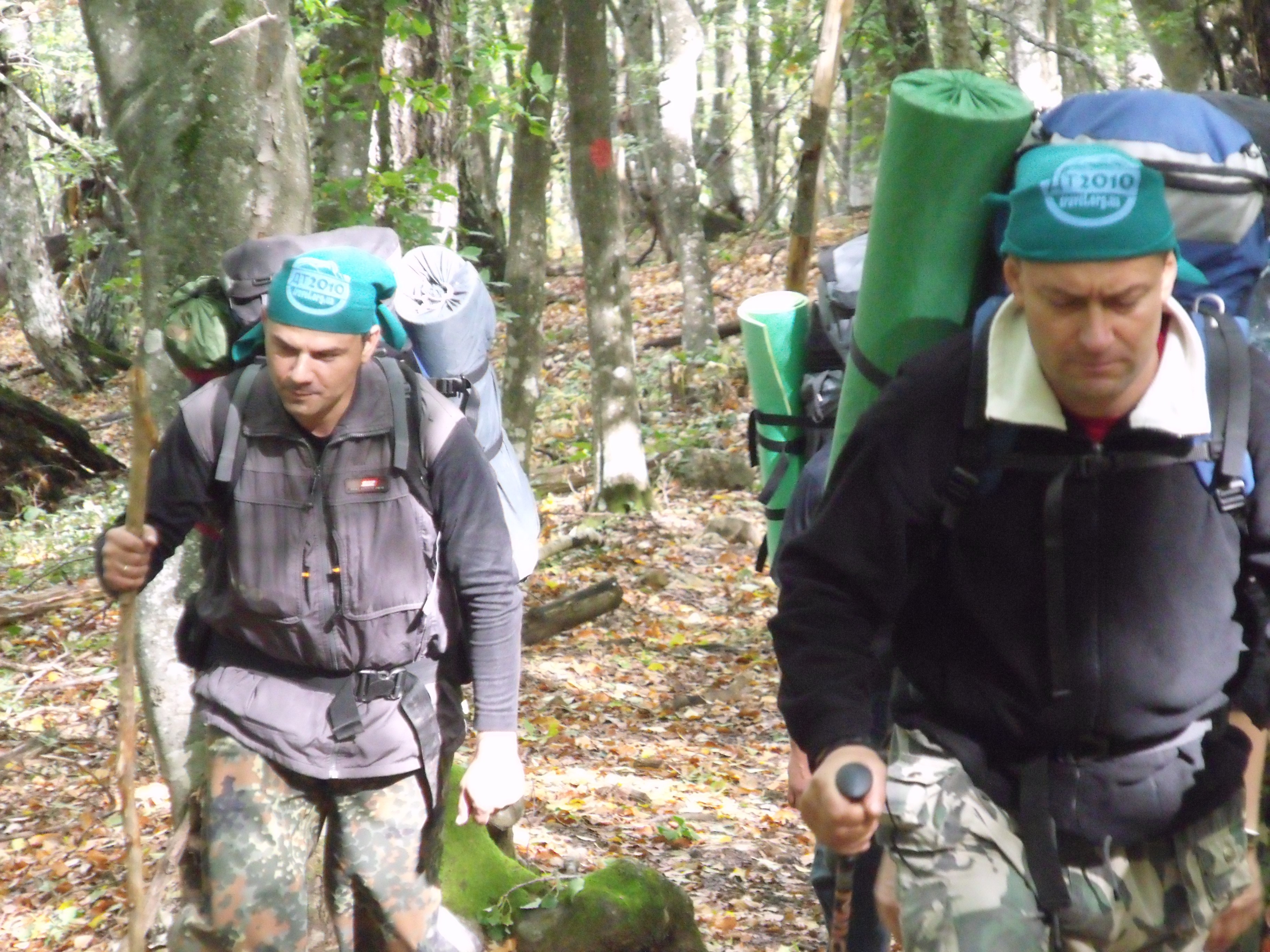
Бандана в українських туристів. Напис «ДТ-2010»: День туриста-2010.

Банда́на (фр. bandana, від bande «пов'язка, стрічка») — головний убір у вигляді хустини великого розміру, підв'язаної зазвичай позаду голови. Традиційно бандани виготовляють з різнокольорових легких тканин, часто з візерунками.

## Загальний опис
Бандани пов'язують як на чоло, так і навколо шиї.
Спершу бандани мали доволі практичне застосування — задля захисту від пилу. Використовувалися іспанськими вакерос, а пізніше американськими ковбоями (і ті і інші — пастухи, перегонщики скоту). Бандани носились на шиї, і могли бути швидко переміщені на лице, закриваючи ніс і рот від здійнятої худобою куряви.
Сьогодні бандани є модним аксесуаром одягу і часто зав'язуються вузлом на лобі чоловіками, навколо талії поверх бікіні жінками, навколо зап'ястка, просто заправляються в джинси тощо.
Часто на банданах зображується символіка різноманітних музичних груп, спортивних команд, логотипи фірм або й національна символіка, що робить їх своєрідним засобом самовираження власника: носячи бандану з назвою своєї улюбленої рок-групи чи футбольної команди, людина всім заявляє про свого кумира (смак).
Бандана зі шкіри — традиційний аксесуар байкерів, а також їх часто носять бійці спецназу, інколи — туристи. Бандани зі значущим рисунком (гасла, логотипи, портрети кумирів) носять неформали.

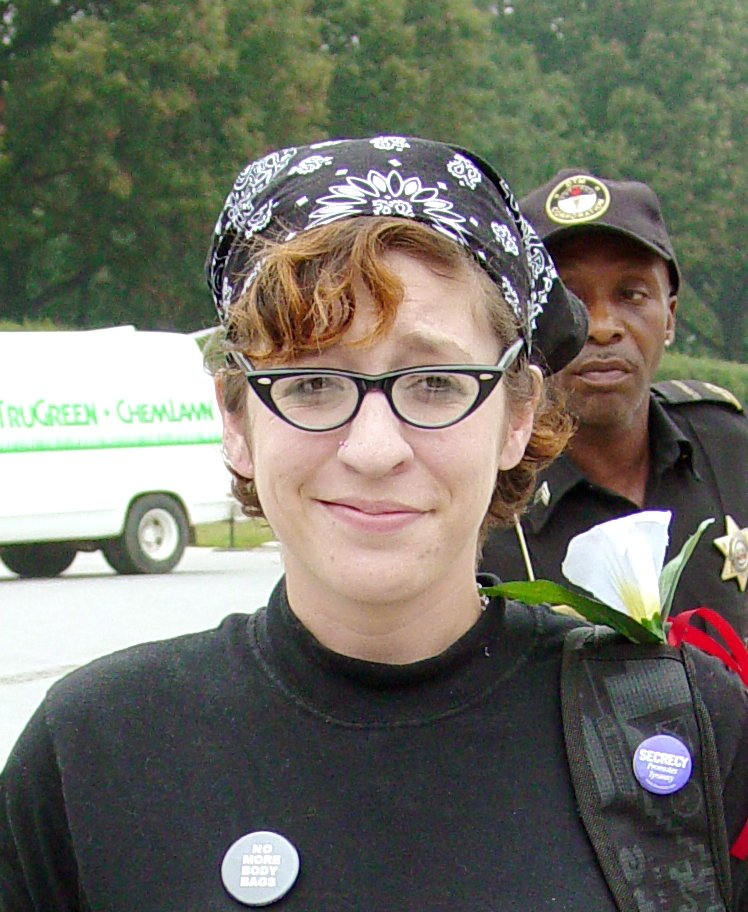
Перехожа в бандані
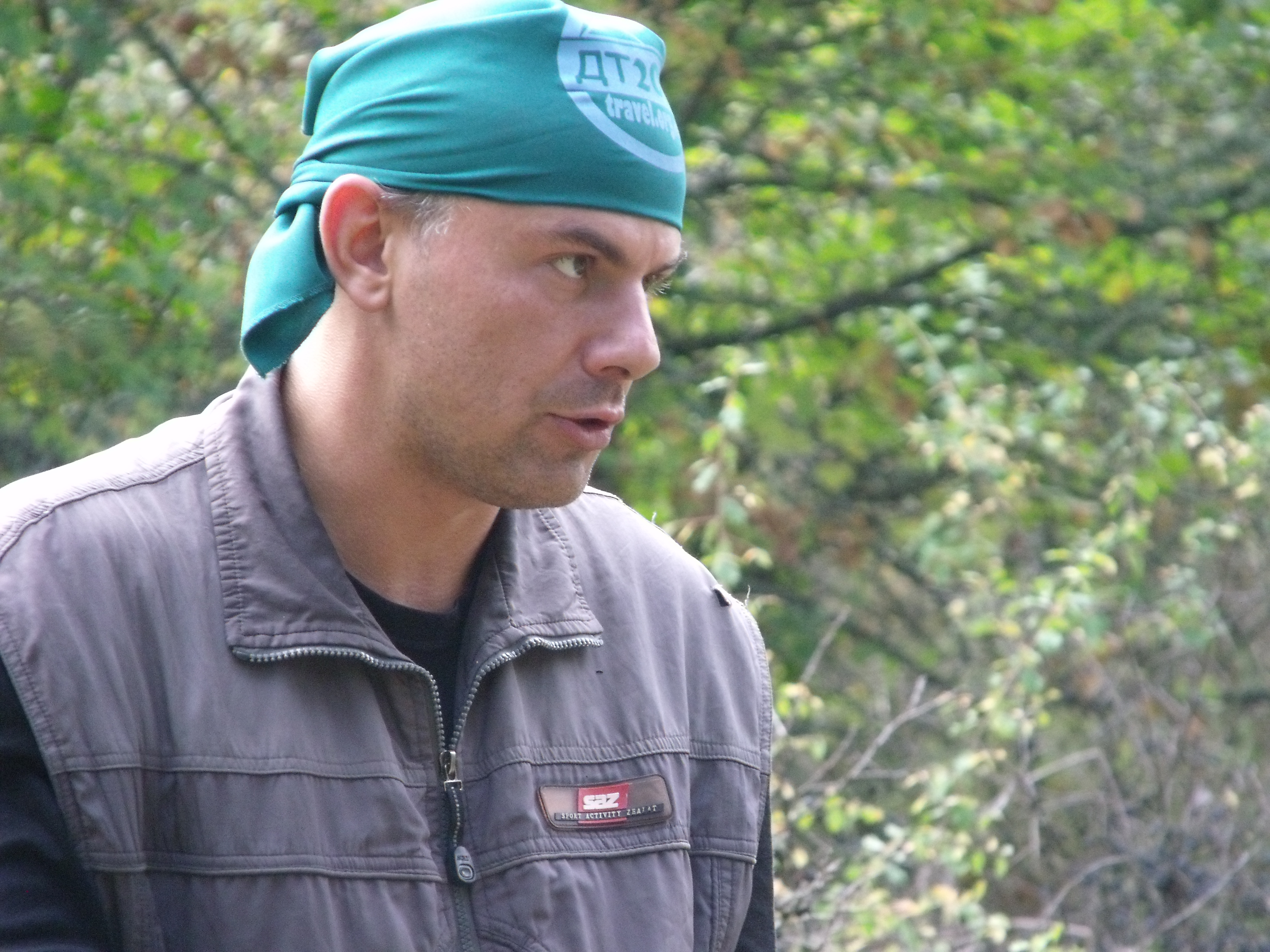
Бандана - типовий туристський головний убір. 2010 р.
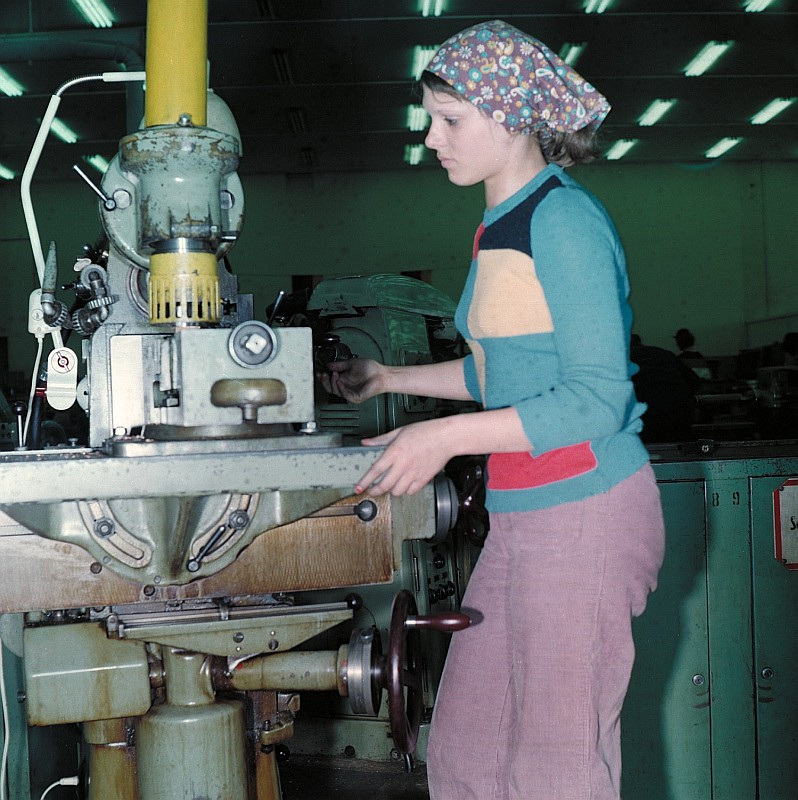
Робітниця в бандані
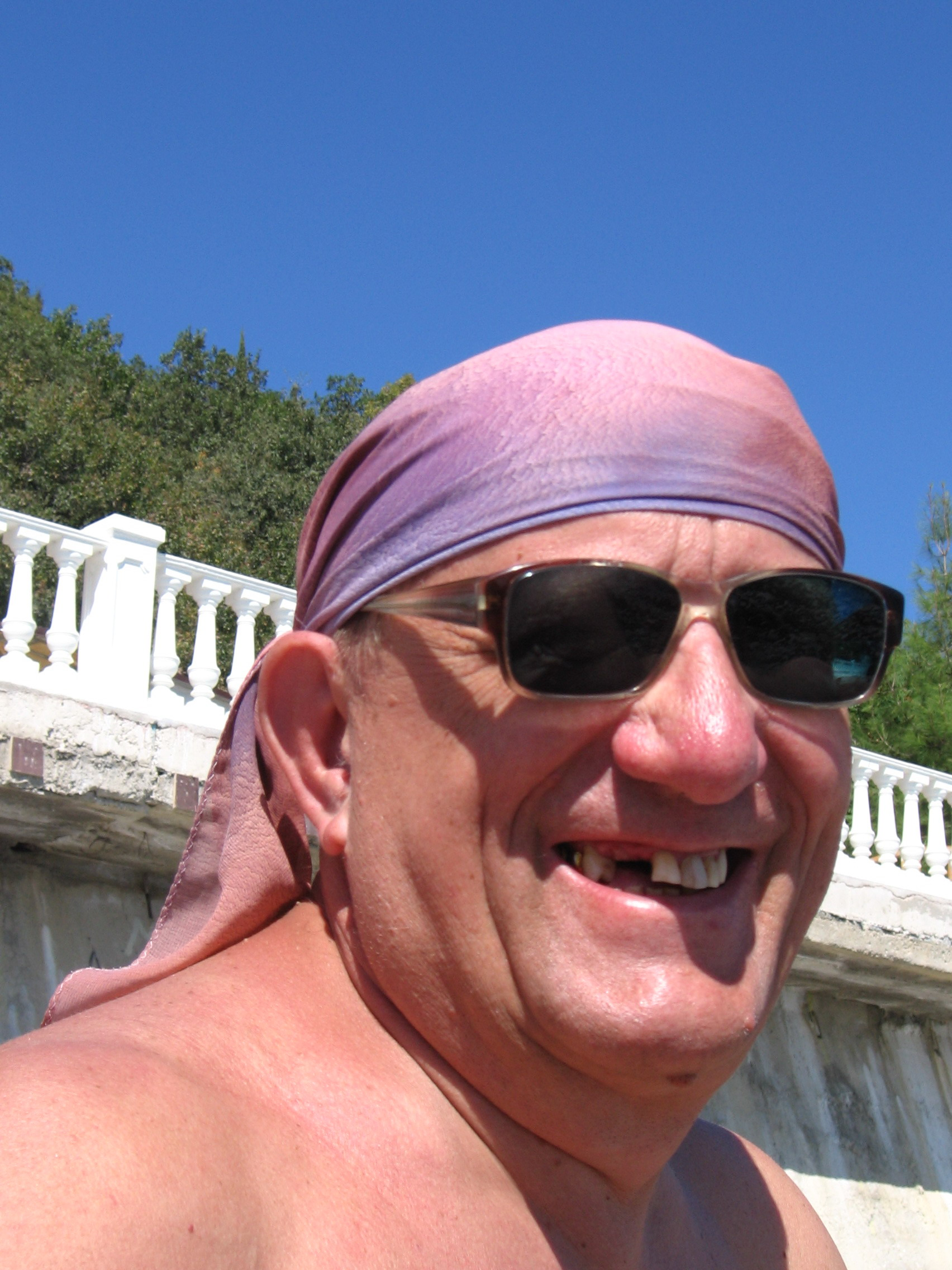
Бандана. Кримські пляжі. Алушта.

Захищає байкера від пилу і сонця, вона покликана прикривати шрами від падінь і взагалі вказує на приналежність до байк-руху. Бандана для байкера, тим не менш, не просто пов'язка, у неї величезне значення багатофункціональності, яка вказує також і на інформаційну обізнаність, того хто носить її. Бандани можуть бути або з тканини, або шкіряними. Справжня байкерське бандана — обов'язково шкіряна. Шкіру не продуває, вона не промокає, при цьому вельми еластична і міцна, та й на сонці у шкіряній бандані менш пече лисину, ніж в шматяній. Бандана не може зайняти багато місця, її легко помістити в кишеню або пов'язати на шиї, де вона також зовсім не заважає. Бандана, яка просто пов'язана на голові, інформує кожного про належність людини до двоколісного братства. Бандана, зав'язана на руці, — знак трауру про загиблого на трасі брата. Якщо бандана прив'язана до ручки зчеплення, значить, брату потрібна допомога, особливо якщо він просто стоїть на узбіччі дороги. Якщо бандана прив'язана на ручку керма праворуч або на ручку гальма, значить, товариш шукає компанії для спільної подорожі, а може просто хоче відтягнутися. Коли бандана згорнута у вузьку смужку і пов'язана так на голові — це також траурний знак, однак частіше — символ помсти за померлого брата, стан військових дій з його кривдником, або войовничим не братнім клубом. Бандана — це відмінний захисник від вітрів, пилу і дорожнього бруду. Бандана, якщо пов'язати її на обличчя і шию, при тривалій подорожі чудово врятує від холоду і пилу, тільки шкіряна, а не шматяна, так як остання, легко намокає, забивається пилом і брудниться. Бандана буде гарною пов'язкою на рану при падінні на асфальт, вона може послужити імпровізованим джгутом при переломі або вивиху. Нею можна замінити порваний ремінь генератора. На самій бандані, як правило, вказують ім'я байкера, символіку клубу, або девіз клубу. Як не крути — багатофункціональний і дуже потрібний предмет в екіпіровці.